# Catedral de Mokvi

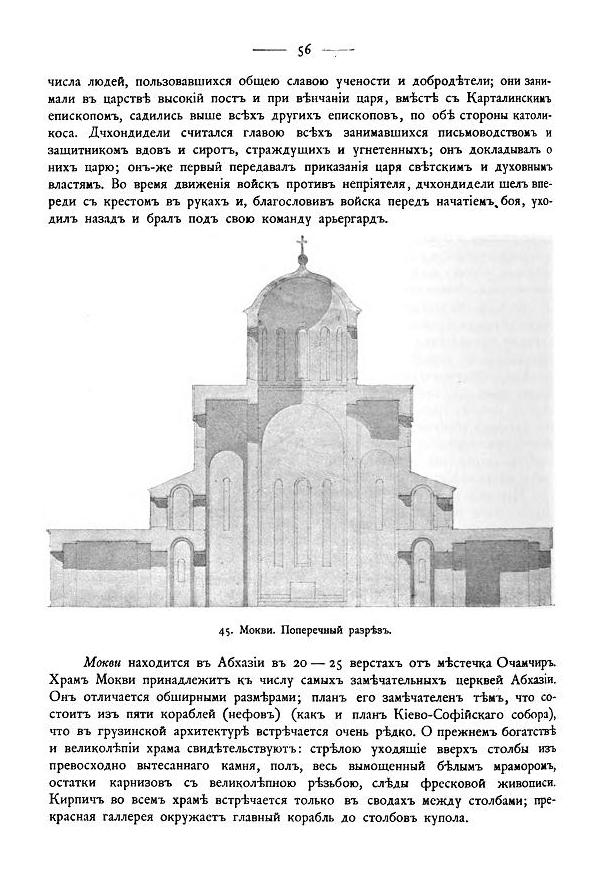
Catedral de Mokvi, publicació del 1891

La catedral de Mokvi (en georgià: მოქვის ეკლესია) és una catedral ortodoxa georgiana situada a Mokvi, al districte d'Ochamchira de la República d'Abkhàzia, de facto independent, reconeguda internacionalment com a part de Geòrgia.
La catedral de Mokvi consta de cinc naus, construïda en el tercer quart del segle x, durant el regnat del rei Lleó III d'Abkhàzia. Segons una inscripció no existent —trobada pel patriarca Dositheus II de Jerusalem que va visitar Mokvi el 1659—, l'església va ser pintada durant el regnat de l'emperador Aleix I Comnè i David IV de Geòrgia. El catolicós d'Abkhàzia Mokvi va ser seu d'un episcopat almenys fins al segle xvii.

## Descripció historicoarquitectònica
Al llarg dels segles, Mokvi va ser un important centre de la cultura georgiana, on es van copiar escrits a mà i es van renovar antics còdexs. Fins ara s'han conservat manuscrits de la biblioteca de l'església de Mokvi, amb els noms de les persones actives a Mokvi. Entre les antiguitats d'especial significat i valor artístic es troba el famós Quatre Evangelis de Mokvi, encarregat pel bisbe Daniel Mokveli el 1300. L'església de Mokvi, centre d'una activitat cultural molt àmplia, també era rica en monuments epigràfics. Tanmateix, ara com ara, únicament es conserva una inscripció al campanar de Mokvi.
L'episcopat de Mokvi va ser establert en el segle x, però Mokvi, com un dels centres més significatius de la cultura georgiana, va experimentar eflorescències especials a partir del segle xiii. Fonts literàries georgianes han conservat els noms dels bisbes de Mokvi, la contribució dels quals a la cultura georgiana és difícil de subestimar, com Grigol Mokveli, Daniel Mokveli, Abraam Mokveli, Eptvime Sakvarelidze, Pilipe Chkhetidze i d'altres.
L'església Mokvi té una llarga història. Va ser de manera substancial restaurada i pintada en el regnat de David IV el Constructor (1089-1125); tanmateix, en l'actualitat no queden rastres d'aquests murals a l'església. A la dècada de 1980, es van descobrir allà fragments dels suposats murals del segle xv i d'altres nombroses inscripcions georgianes.
Es tracta d'una església amb cúpula en forma de creu i amb capelles al llarg de les naus. El costat est té tres absis sobresortints. L'absis central de l'altar té forma de ferradura des de l'interior, i té cinc cares a l'exterior. La cúpula s'aguanta sobre quatre pilars, que es troben al centre de l'edifici. El cercle de dotze cares de la cúpula és baix. Les parets son decorades amb pedra picada i a la part superior del nàrtex i de les capelles hi ha un segon pis, que cobreix tota l'església per tres costats. Les façanes són senzilles, sense adorns. Les superfícies llises es divideixen en dos nivells, per una filera d'obertures.
La catedral de Mokwi és novament una església activa des de l'any 2002.

## Imatges de l'Evangeli de Mokvi

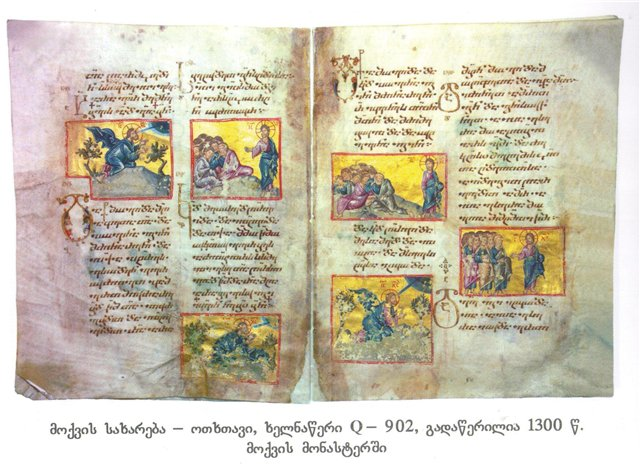
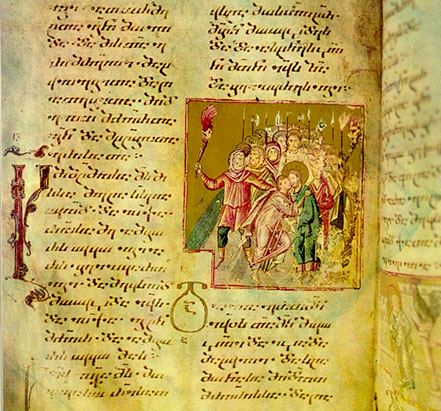
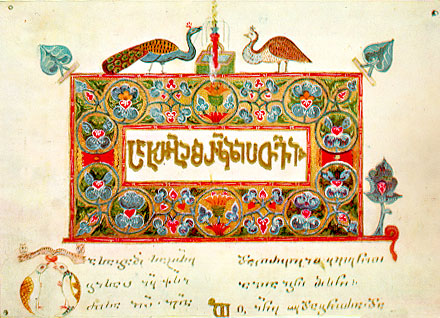